# Szanghaj (stacja kolejowa)
Szanghaj (chiń. 上海站; pinyin Shànghǎi Zhàn) – stacja kolejowa w Szanghaju, w Chinach. Jest jedną z największych stacji kolejowych w kraju. Posiada 7 peronów.